# هاسيوم
الهاسيوم (تحت الأزوميوم) هو عنصر كيميائي في الجدول الدوري له الرمز Hs, والعدد الذري 108. وهو عنصر اصطناعي وأكثر نظائره استقرارا Hs-265، له عمر نصف يبلغ 2 ملي ثانية.

## تاريخ الهاسيوم
تم تصنيعه لأول مرة في عام 1984 م بواسطة فريق بحث ألماني برئاسة بيتر أرمبروستر, وجوت فريد مونزينبرج معهد أبحاث الأيونات الثقيلة في دارمشتادت. وتم اقتراح الاسم هاسيوم بواسطة فريق البحث وهو مشتق من الاسم اللاتيني لمقاطعة هيسن الألمانية حيث يقع المعهد .
Pb82 + Fe26 ----→ Hs108 + n
وقد كان هناك جدل حول تسمية العناصر حول أسماء العناصر من 101 إلى 109. وعلى هذا أعلن الاتحاد الدولي للكيمياء البحتة والتطبيقية الاسم أنيل أوكتيوم (بالرمز Uno) كاسم مؤقت للعنصر. وفي عام 1994 اقترحت لجنة من لجان IUPAC تسمية العنصر هاهنيوم. ولكن تم اعتماد الاسم هاسيوم أخيرا في عام 1997.